# Franciszek Witczak
Franciszek Witczak (ur. 1 października 1921 w Siedlcu, zm. 9 czerwca 2009 w Warszawie) – polski zoolog, profesor doktor habilitowany nauk rolniczych, specjalista w zakresie żywienia zwierząt gospodarskich i naukowych podstaw przemysłu paszowego i ich konserwacji, wykładowca akademicki SGGW. Członek rzeczywisty PAN (od 1994, członek korespondent od 1983) oraz członek Towarzystwa Naukowego Warszawskiego (od 1986).  
Na terenie SGGW w latach 1970-1990 sprawował funkcję kierownika Katedry Żywienia Zwierząt i Gospodarki Paszowej. W latach 1973–1977 i 1981-1983 piastował funkcję zastępcy sekretarza Wydziału Nauk Rolniczych i Leśnych PAN. Od 1969 do 1972 wiceprzewodniczący, a w latach 1972-1973 sekretarz Komitetu Nauk Zootechnicznych PAN.

## Odznaczony
- Krzyż Oficerski Orderu Odrodzenia Polski
- Krzyż Kawalerski Orderu Odrodzenia Polski
- Medal Komisji Edukacji Narodowej
- Medal PAN im. M. Oczapowskiego
- Złota Odznaka Honorowa „Za zasługi dla SGGW”

## Wybrana bibliografia autorska
- ”Paszoznawstwo i zasady żywienia zwierząt : podręcznik dla techników hodowlanych i policealnych zawodowych studiów hodowlanych” (Państwowe Wydawnictwo Rolnicze i Leśne, Warszawa, 1985 r.)